# Diaphorodoris lirulatocauda
Diaphorodoris lirulatocauda är en snäckart som beskrevs av Sandra V. Millen 1985. Diaphorodoris lirulatocauda ingår i släktet Diaphorodoris och familjen Onchidorididae. Inga underarter finns listade i Catalogue of Life.